# Équipe de Lettonie espoirs de football
Maillots
L'équipe de Lettonie espoirs de football est une sélection de joueurs de moins de 21 ans lettons placée sous l'égide de la Fédération de Lettonie de football.

## Parcours au Championnat d'Europe de football espoirs
- 1996 : Non qualifié
- 1998 : Non qualifié
- 2000 : Non qualifié
- 2002 : Non qualifié
- 2004 : Non qualifié
- 2006 : Non qualifié
- 2007 : Non qualifié
- 2009 : Non qualifié
- 2011 : Non qualifié
- 2013 : Non qualifié
- 2015 : Non qualifié
- 2017 : Non qualifié
- 2019 : Non qualifié
- 2021 : Non qualifié
- 2023 : Non qualifié